# قانون شکنان ۲
قانون شکنان ۲ (انگلیسی: The Roundup; کره‌ای: 범죄도시 2) یک فیلم جنایی اکشن محصول کره جنوبی سال ۲۰۲۲ با بازی ما دونگ-سوک، سون سوک-کو و چوی گی هوا است. این فیلم دنبالهٔ فیلم سال ۲۰۱۷ به نام قانون شکنان است. قانون شکنان ۲ در ۱۸ مه ۲۰۲۲ در فرمت آی‌مکس منتشر شد.

## انتشار
حق پخش قانون شکنان ۲ به ۱۳۲ کشور پیش فروش شد. این فیلم در کشورهای آمریکای شمالی، تایوان، مغولستان، هنگ کنگ و سنگاپور به صورت همزمان با کره جنوبی منتشر شد. این فیلم در ۱۸ مه ۲۰۲۲ در کره جنوبی بر روی ۲٬۵۲۱ پرده اکران شد. قانون شکنان ۲ در ۲۲ ژوئن ۲۰۲۲ در فیلیپین توسط رااون کمپانی پلاس منتشر شد.